# Pinturas negras

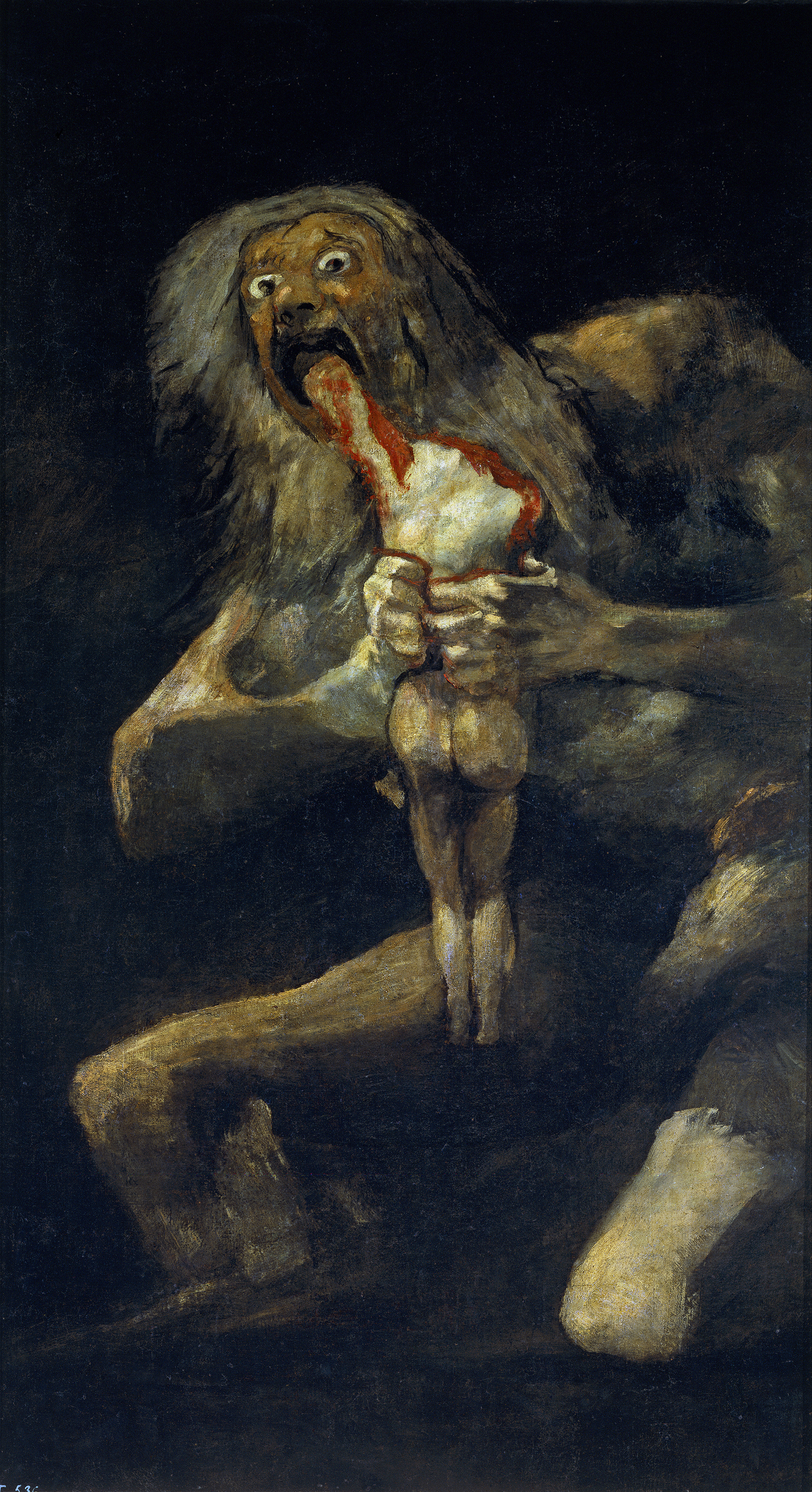
Saturno devorando a un hijo.

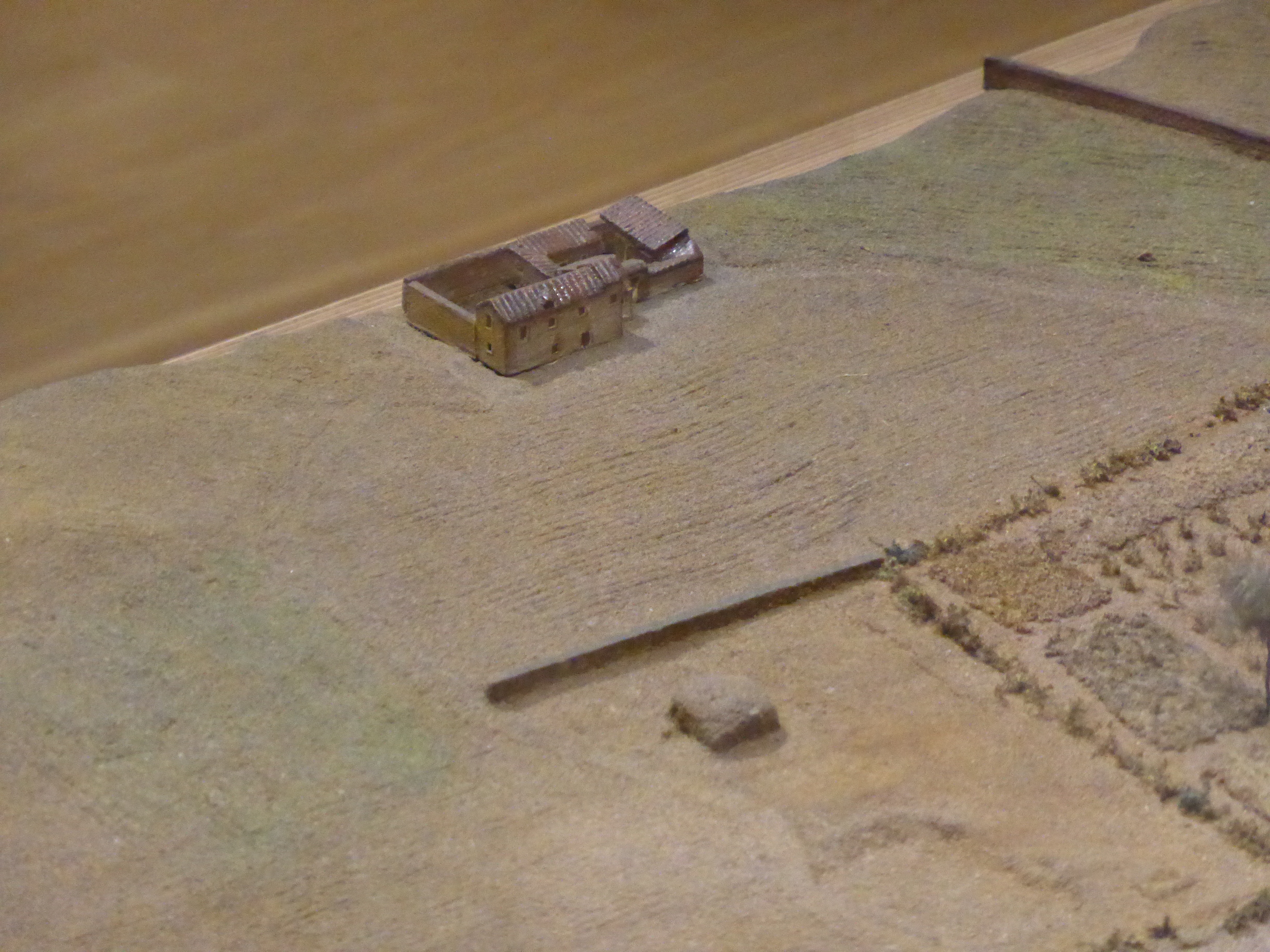
Finca y casa de la Quinta de Goya en 1828. La gran maqueta o "Modelo de Madrid" de León Gil de Palacio, que conserva el Museo de Historia de Madrid, incluye la casa donde residió Francisco de Goya.

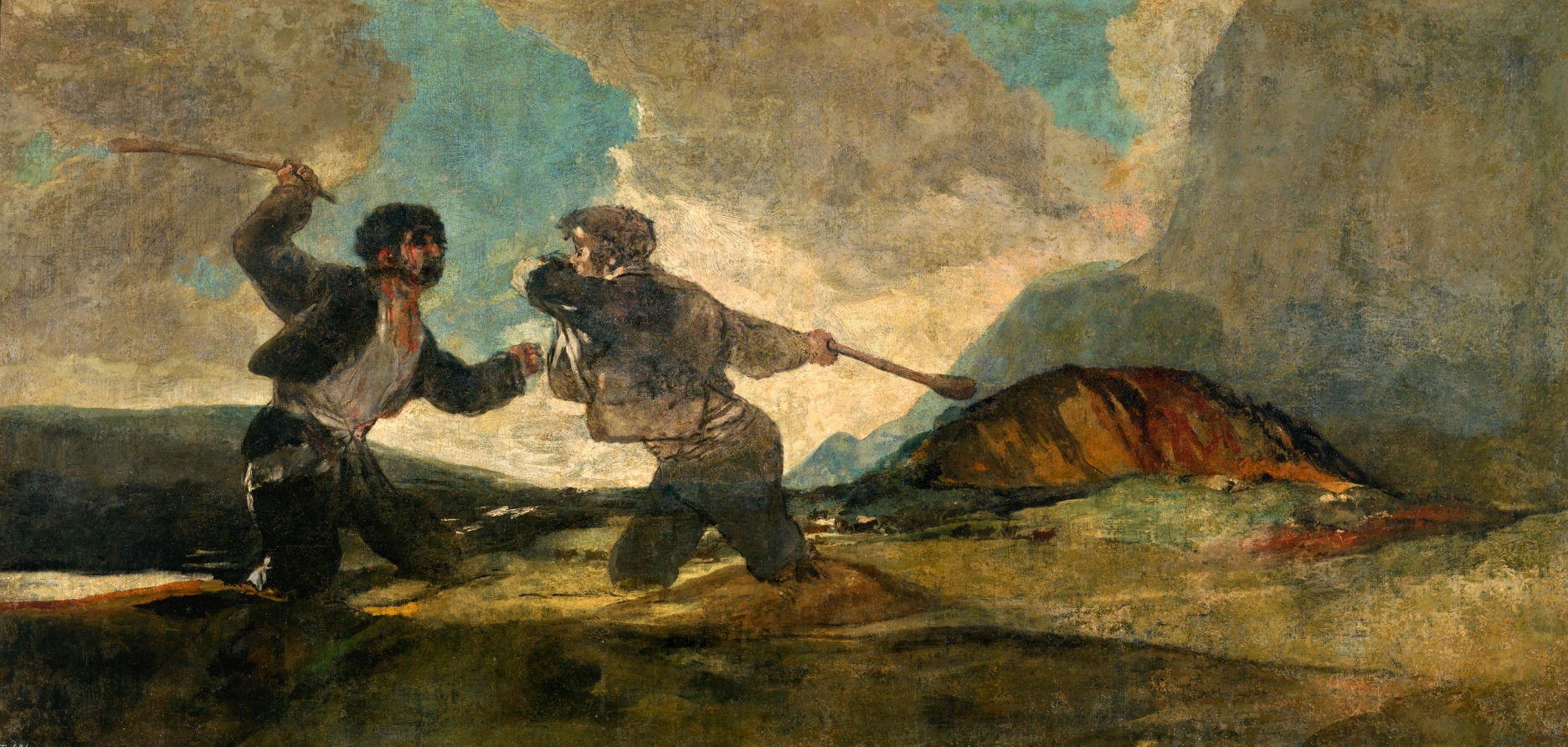
Duelo a garrotazos.

Pinturas negras (1820-1823) es el nombre que recibe una serie de catorce obras murales de Francisco de Goya, pintadas con la técnica de óleo al secco (sobre paredes recubiertas de yeso), con una técnica mixta denominada "temple graso" que incorpora óleo y aglutinante proteico, constituido por yema de huevo. Las creó como decoración de los muros de su casa, llamada la Quinta del Sordo,  que había adquirido en febrero de 1819. Estos murales fueron trasladados a lienzo a partir de 1874, y actualmente se conservan en el Museo del Prado de Madrid.
La serie, a cuyos óleos Goya no puso título, se ha dicho que fue inventariada en 1828 con los bienes de la quinta a la muerte de Goya por su amigo Antonio de Brugada y se compone de los siguientes lienzos: Átropos o Las Parcas, Dos viejos o Un viejo y un fraile, Dos viejos comiendo sopa, Duelo a garrotazos o La riña, El aquelarre, Hombres leyendo, Judith y Holofernes, La romería de San Isidro, Dos mujeres y un hombre, Peregrinación a la fuente de San Isidro o Procesión del Santo Oficio, Perro semihundido o más simplemente El perro, Saturno devorando a un hijo, Una manola: doña Leocadia Zorrilla y Visión fantástica o Asmodea.
La casa de Goya, junto con las pinturas murales, pasó a ser propiedad de su nieto Mariano Goya en 1823, año en que Goya se la cede, al parecer para preservar la propiedad de posibles represalias tras la restauración de la monarquía absoluta y la represión de liberales fernandina. Durante 50 años la existencia de las Pinturas negras fue escasamente conocida (solo algunos críticos, como Charles Yriarte, las describieron). A partir de 1874, y en un lento proceso que duró varios años, fueron trasladadas de revoco a lienzo por Salvador Martínez Cubells a instancias del barón Émile d’Erlanger, un banquero y coleccionista de arte francés de origen alemán que se había hecho con la propiedad de la finca con intención de preservar las pinturas, amenazadas de desaparición junto con la casa. Erlanger presentó las pinturas en la Exposición Universal de París de 1878, se ha dicho que con intención de venderlas, sin lograrlo, aunque otros testimonios indican que su propósito fue desde el primer momento el de hacer donación de ellas al Museo del Prado, como en efecto hizo en 1881. En realidad, poco estimadas por el gusto académico dominante en aquellos años, su paso por la exposición parisina apenas suscitó algún comentario y tampoco lo hubo tras su ingreso en el museo, donde una parte de ellas no se expusieron hasta 1898, cuando el hijo del barón presentó una reclamación.

## LasPinturas negrasen su contexto original

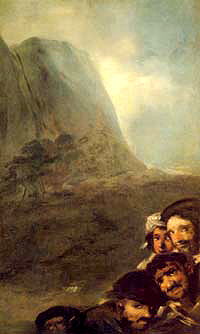
Cabezas en un paisaje es, con probabilidad, la «decimoquinta» pintura negra, perdida posteriormente, que se conserva en la colección Stanley Moss de Nueva York.

Goya adquiere esta finca a orillas del río Manzanares, cerca del puente de Segovia y con vistas hacia la pradera de San Isidro, en febrero de 1819. Se especula que era para poder vivir allí con Leocadia Weiss, a salvo de rumores, pues estaba casada con Isidoro Weiss. Era la mujer con la que tenía una relación y posiblemente una hija pequeña, Rosario, de los dos niños que tenía a su cargo. Como en noviembre de ese año Goya sufre una grave enfermedad —de la que Goya atendido por el doctor Arrieta (1820) es estremecedor testimonio—, el artista pudo haber comenzado la decoración de los muros de su casa entre febrero y noviembre de 1819. Lo cierto es que las Pinturas negras fueron pintadas sobre imágenes campestres de pequeñas figuras, cuyos paisajes aprovechó en alguna ocasión, como en el Duelo a garrotazos. Si estas pinturas de tono alegre fueron también obra del aragonés, podría pensarse que la crisis de la enfermedad unida quizá a los turbulentos sucesos del Trienio Liberal, llevara a Goya a repintar estas imágenes. Bozal se inclina a pensar que efectivamente los cuadros preexistentes eran de Goya, debido a que solo así se entiende que reutilizara alguno de sus materiales; sin embargo, Glendinning y posteriormente el investigador Carlos Foradada acreditan que las pinturas «ya adornaban las paredes de la Quinta del Sordo cuando la compró». En todo caso, la realización de las pinturas de la quinta podría datar de 1820. La fecha de finalización de la obra no puede ir más allá de 1823, año en que Goya marcha a Burdeos y cede la finca a su nieto Mariano, probablemente temiendo represalias contra su persona tras la caída de Riego. Sin embargo, recientes investigaciones acreditan que Goya concluyó la serie durante los primeros meses de 1824, antes de su partida a Burdeos en junio de 1824. En 1830 Mariano de Goya transfiere la finca a su padre, Javier de Goya.
Una reciente teoría ha querido atribuir la autoría de las Pinturas negras a Javier de Goya (hijo del pintor); sin embargo, Bozal, Glendinning y Foradada, tres de los máximos conocedores de la obra pictórica de Goya, rechazan esta hipótesis. Es difícil imaginar que este hecho extraordinario no fuera conocido por sus contemporáneos. La técnica pictórica, la calidad de la pincelada, los tipos humanos grotescos, los temas obsesivos, que ya están presentes en la obra goyesca anterior y posterior, hacen infundada la atribución a Javier de Goya.
El llamado inventario de Antonio de Brugada menciona siete obras en la planta baja y ocho en la alta. Sin embargo, al Museo del Prado solo llegaron catorce. Charles Yriarte (1867) menciona asimismo la existencia de una pintura más de las que se conocen en la actualidad, aunque solo describe trece y advierte que otra ya había sido arrancada del muro cuando visitó la finca, siendo trasladada al palacio de Vista Alegre, que entonces pertenecía al marqués de Salamanca. Muchos críticos consideran que por sus medidas y su tema, esta sería Cabezas en un paisaje (Nueva York, colección Stanley Moss). Un reciente estudio aporta nuevas fuentes documentales sobre la naturaleza y avatares relacionados con esta obra.
El otro problema de ubicación radica en la titulada Dos viejos comiendo sopa, de la que se ha dudado si era sobrepuerta de la planta alta o baja. Dejando este detalle aparte, la distribución original en la Quinta del Sordo según Yriarte era como sigue:

Una de las hipótesis de la ubicación original de las Pinturas negras en la Quinta del Sordo.

- Planta baja: Se trataba de un espacio rectangular. En los lados largos existían dos ventanas cercanas a los muros cortos. Recientes aportaciones de Foradada han esclarecido que los dos vanos de la pared derecha, según se entraba en la sala, eran puertas que conducían al jardín vallado al que se accedía desde el comedor de la planta baja, y en la pared que se extendía en el lado izquierdo, correspondiente a la fachada de la casa, se abría únicaemte una ventana, situada a la izquierda de la pared.[23] Entre ellas aparecían dos cuadros de gran formato muy apaisado: La romería de San Isidro a la derecha, según la perspectiva del espectador y El aquelarre a la izquierda. Al fondo, en el lado corto enfrentado al de la entrada, una ventana en el centro con Judith y Holofernes a su derecha y el Saturno devorando a un hijo a la izquierda. A ambos lados de la puerta de entrada al comedor se situaban La Leocadia (frente a Saturno) y Dos viejos o Un viejo y un fraile frente a Judith. Glendinning y Foradada sitúan en el fondo de la planta baja, junto al comedor, un gabinete en el extremo de la misma planta.[24][25]
- Planta alta: De las mismas dimensiones que la planta baja, sin embargo, solo tenía una ventana central en los muros largos, a cuyos lados se situaban dos óleos. En la pared de la derecha conforme se entraba se hallaban Visión fantástica o Asmodea cerca del espectador y El Santo Oficio, que cita como la Peregrinación más alejada. En el de la izquierda estaban Átropos o Las Parcas y Duelo a garrotazos sucesivamente. En el muro corto del fondo se veía Dos mujeres y un hombre a la derecha del vano y a la izquierda Hombres leyendo. A mano derecha de la puerta de entrada se encontraba El Perro y a la izquierda pudo situarse Cabezas en un paisaje. Recientes investigaciones han esclarecido que los tres vanos de la planta alta correspondiente al salón de la casa respondían a tres balcones, y la longitud del salón, en función de la dimensión de los cuatro murales de las paredes largas se limitaba en 8 metros, a diferencia de los 10 metros de longitud de la planta baja.[26]

En una de las sobrepuertas estaría Dos viejos comiendo sopa, no citado por Yriarte, que Glendinning localiza en la de la sala baja, por el diseño del papel pintado que aparece en su correspondiente fotografía de Laurent, dato apuntado también por otro viajero francés, Pierre Léonce Imbert que visitó la finca en 1875. Las recientes investigaciones de Carlos Foradada corroboran la misma ordenación de las pinturas propuesta por Nigel Glendinning a excepción de la ubicación de Saturno y Judith y Holofernes, situadas a la izquierda y la derecha del muro respectivamente, según se entraba en la sala. 
Dos nuevas investigaciones confirman esta situación, aunque con diferente distribución del resto de las pinturas.
Esta disposición y el estado original de las pinturas pueden conocerse, además de por los testimonios escritos, por el inventario fotográfico que in situ llevó a cabo J. Laurent en el año 1874. El encargo fotográfico se originó cuando un nuevo propietario de la casa, el barón de Erlanger, contrató al restaurador del Museo del Prado Martínez Cubells para arrancar las pinturas y pasarlas a lienzo. Y las fotografías de Laurent fueron una guía certera en el proceso de arranque y traslado de las pinturas. Desde la década anterior, las previsiones de especulación inmobiliaria en la zona, hacían temer a los historiadores del arte Cruzada Villaamil y Charles Yriarte la desaparición de las Pinturas negras en un breve periodo. 
Las últimas investigaciones sobre la Quinta del Sordo, sus medidas y la disposión de las Pinturas negras, responden a las publicaciones científicas en revistas indexadas llevadas a cabo por el investigador de referencia Carlos Foradada Baldellou.  
Por las fotografías de Laurent sabemos que las pinturas fueron enmarcadas con diseños clasicistas de cenefas, al igual que las puertas, ventanas y el friso bajo el techo. Las paredes fueron empapeladas, como era costumbre en las residencias palaciegas y burguesas, con material procedente posiblemente de la Real Fábrica de Papel Pintado promovida por Fernando VII. La planta inferior con motivos de frutos y hojas y la superior con dibujos geométricos organizados en líneas diagonales. También documentan las fotografías el estado anterior al traslado, y así podemos saber, por ejemplo, que en El Aquelarre había un gran fragmento a la derecha que no se conserva en la actualidad, aunque sí que fue trasladado a lienzo por Martínez Cubells.

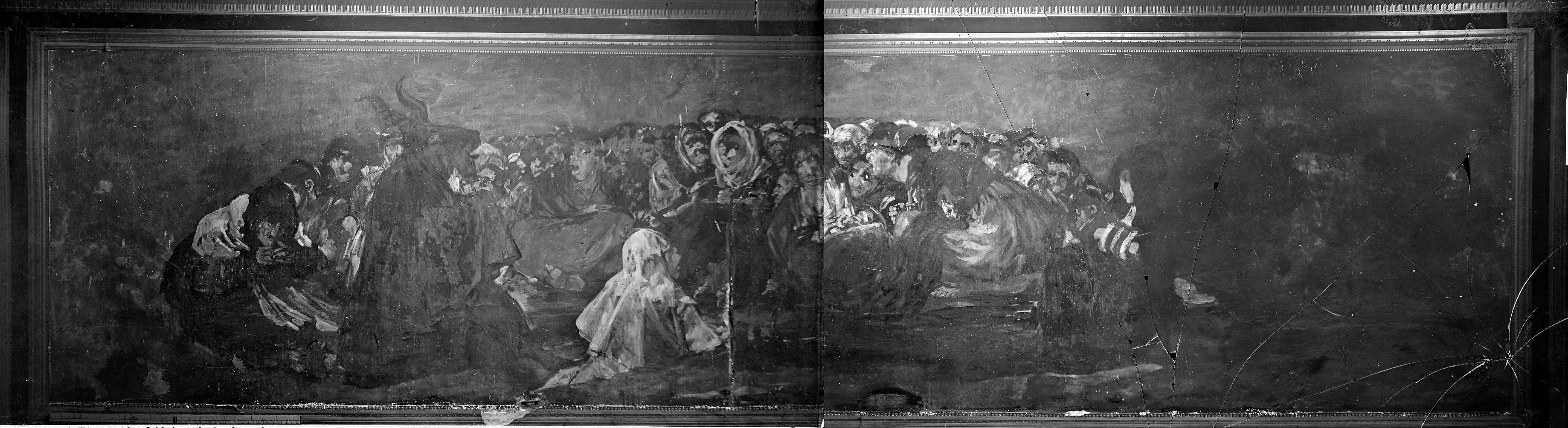
Fotografía del Aquelarre (en el año 1874) por J. Laurent, en el interior de la Quinta de Goya. Fototeca del IPCE.
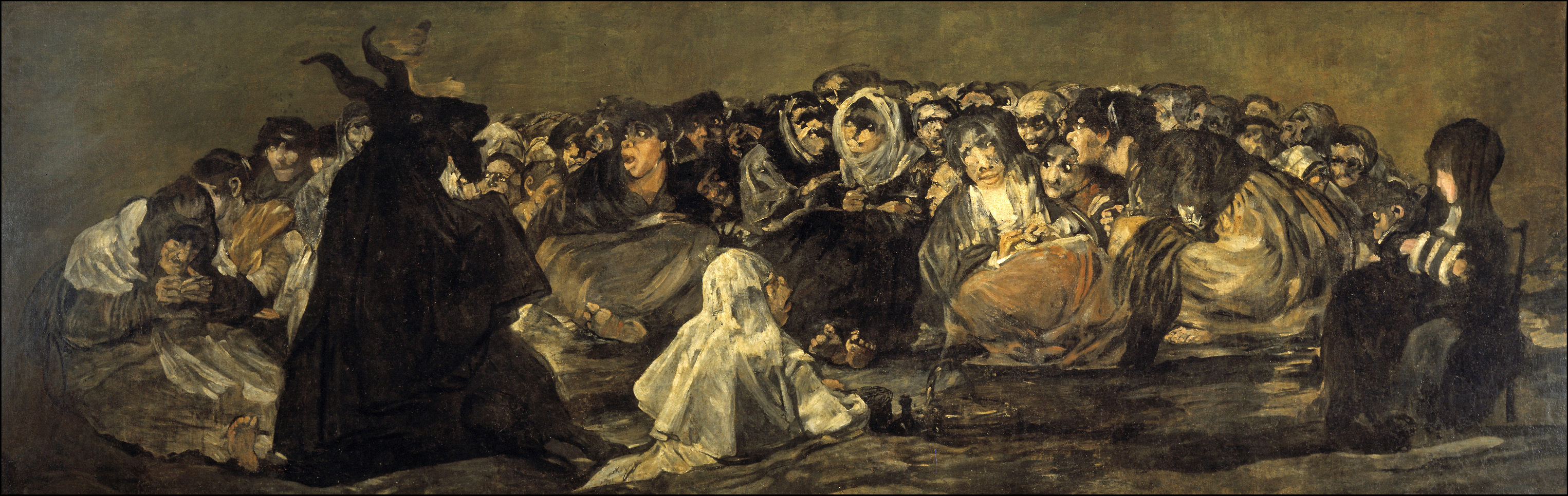
El aquelarre en la actualidad, con bordes recortados.

## Análisis de conjunto

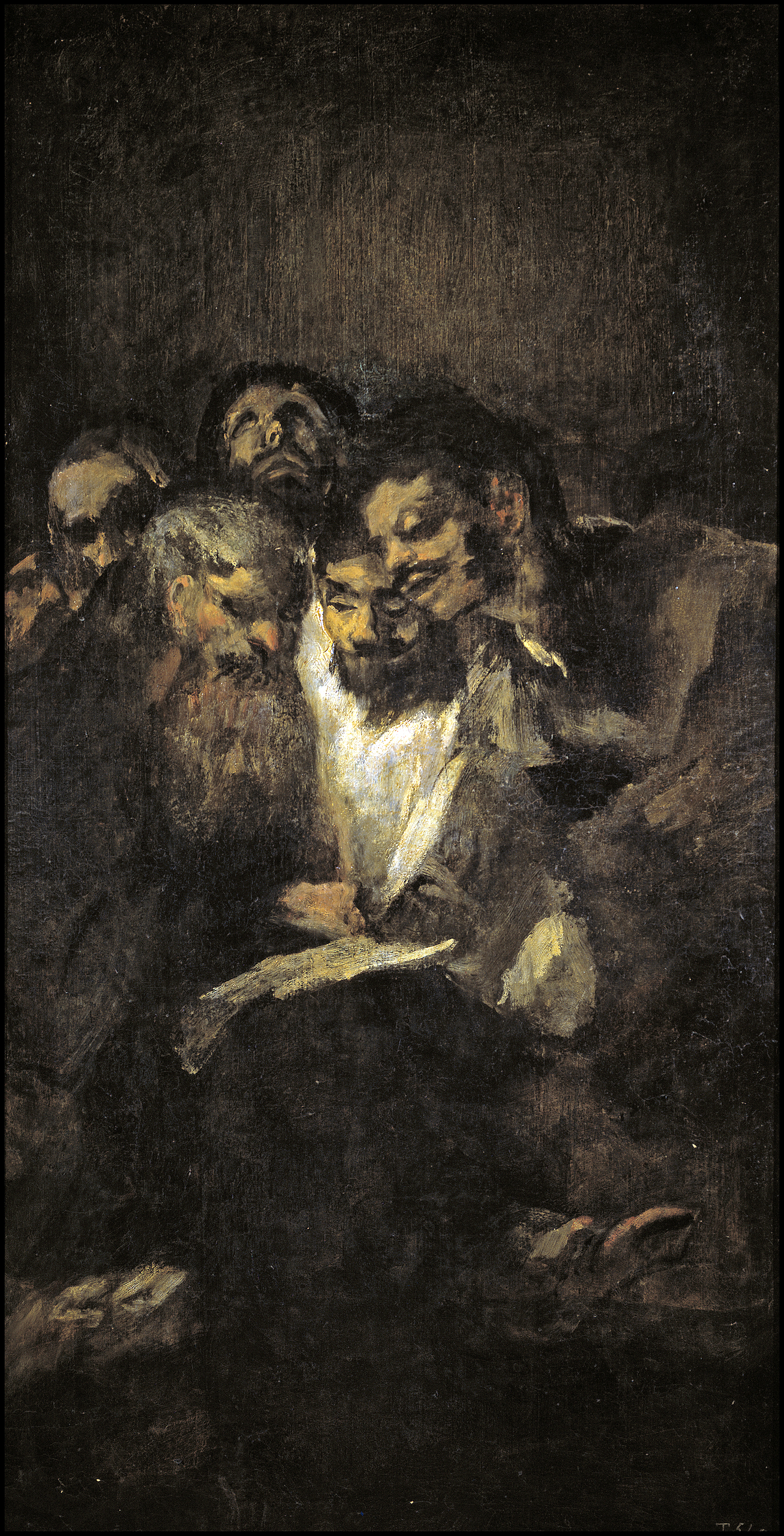
Hombres leyendo. La escena que representa este cuadro se ha visto como una de las tertulias políticas clandestinas que se produjeron en los agitados años del Trienio Liberal.

Desde 1820 Goya es cada vez más apreciado por sus contemporáneos cuando aborda el estilo de lo Sublime Terrible en que se enmarcan estas  obras. El concepto fue desarrollado por Edmund Burke en A Philosophical Enquiry into the Ideas of the Beautiful and Sublime (1757), y se extendió por toda Europa en la segunda mitad del siglo XVIII. Con la mentalidad romántica se estima la originalidad en el artista por encima de cualquier otro concepto y autores como Felipe de Guevara señalan el gusto contemporáneo por las producciones de los melancólicos saturninos, cuyo temperamento los lleva a producir obras llenas de «terribilidades y desgarros nunca imaginados».
Hay consenso entre la crítica especializada en proponer causas psicológicas y sociales para la realización de las Pinturas negras. Entre las primeras estarían la conciencia de decadencia física del pintor, más acentuada si cabe a partir de la convivencia con una mujer mucho más joven, Leocadia Weiss, y sobre todo las consecuencias de la grave enfermedad de 1819, que postró a Goya en un estado de debilidad y cercanía a la muerte que refleja el cromatismo y el asunto de estas obras.
A partir de la segunda mitad del pasado siglo XX, comenzó a considerarse el punto de vista psicológico como instrumento de análisis para el estudio detallado de las Pinturas negras. El escritor francés André Malraux fue el primero en advertir la fuerte participación del sector inconsciente del psiquismo de Goya en la creación de este conjunto. En su libro Saturne. Essai sur Goya, de 1950, el autor francés relacionó las Pinturas negras con el movimiento surrealista del siglo XX. Con su ensayo, Malraux ponía de manifiesto que los murales de la Quinta del Sordo eran una de las primeras obras, desde el Renacimiento, en que un artista occidental abandonaba el mundo exterior como objeto principal de su arte, para dar el protagonismo absoluto a la exploración de su mundo interior. En los últimos años, este enfoque se ha desarrollado de manera más exhaustiva. Así, en 2008 el autor húngaro Laszlo F. Földenyi publicó un ensayo en el que analizaba el mural de Saturno devorando a un hijo, desde la perspectiva de la Psicología analítica de Carl Gustav Jung; relacionando además, esta pintura, con el desarrollo espiritual del artista aragonés. El mismo enfoque tienen los estudios del investigador Javier de Prada Pareja, expuestos en diversas publicaciones.
Desde el punto de vista sociológico, todo apunta a que Goya pintó sus cuadros a partir de 1820 —aunque no hay prueba documental definitiva— tras reponerse de su dolencia. La sátira de la religión (romerías, procesiones, la Inquisición) o los enfrentamientos civiles (cómo sucede en Duelo a garrotazos o las tertulias y conspiraciones visibles, al parecer, en Hombres leyendo; e incluso teniendo en cuenta una interpretación en clave política que podría desprenderse del Saturno: el Estado devorando a sus súbditos o ciudadanos) concuerdan con la situación de inestabilidad que se produjo en España a partir del levantamiento constitucional de Rafael de Riego. De hecho, el periodo 1820-1823 coincide cronológicamente con las fechas de realización de la obra. Cabe pensar que los temas y el tono de estos cuadros fueron posibles en un ámbito de ausencia de censura política, que no se dio durante las restauraciones monárquicas absolutistas. Por otro lado, muchos de los personajes de las Pinturas negras (duelistas, supuestos frailes, monjas, familiares de la Inquisición) representan el mundo caduco anterior a los ideales de la Revolución francesa.

### Temas
No se ha podido hallar, pese a los variados intentos en este sentido, una interpretación orgánica para toda la serie decorativa en su contexto original. En parte porque la disposición exacta está aún sometida a conjeturas, pero sobre todo porque la ambigüedad y la dificultad de encontrar el sentido exacto de muchos de los cuadros en particular, hacen que el significado global de estas obras sean aún un enigma. Así y todo, hay varias líneas interpretativas que conviene tener en cuenta.

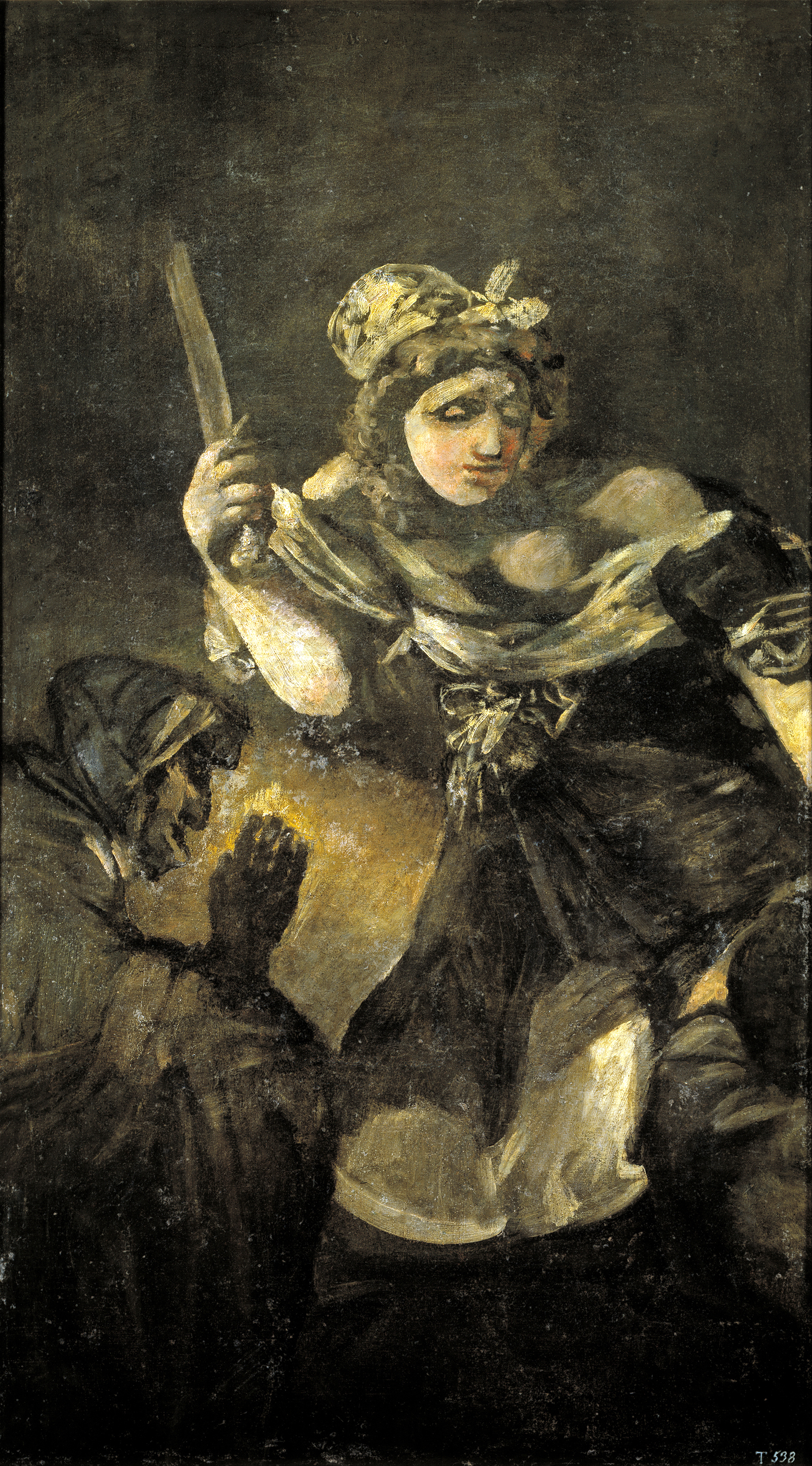
En Judith y Holofernes la interpretación psicoanalítica ha visto la representación de la castración del hombre poderoso y maduro. No es desatinado ver un símbolo de la relación sexual entre Goya y Leocadia Weiss.

Glendinning señala que Goya orna su quinta ateniéndose al decoro con que se realizaban los palacios de la nobleza y la alta burguesía. Según estas normas, y considerando que la planta baja servía como comedor, los cuadros deberían tener una temática acorde con el entorno: debería haber escenas campestres —la villa se situaba a orillas del Manzanares y frente a la pradera de San Isidro— y bodegones y representaciones de banquetes alusivos a la función del salón. Aunque el aragonés no trata estos géneros explícitamente, Saturno devorando a un hijo y Dos viejos comiendo sopa remiten, aunque de forma irónica y con humor negro, al acto de comer. Además Judith mata a Holofernes tras invitarle a un banquete. Otros cuadros invierten la habitual escena bucólica y se relacionan con la cercana ermita del santo patrón de los madrileños: La romería de San Isidro, La peregrinación a San Isidro e incluso La Leocadia, cuyo sepulcro puede relacionarse con el cementerio anejo a la ermita.
Desde otro punto de vista, la planta baja, peor iluminada, contiene cuadros de fondo mayoritariamente oscuro (excepto La Leocadia, si bien viste de luto y aparece en la obra una posible tumba, quizá la del propio Goya). En ella es muy abundante la presencia de la muerte y la vejez del hombre. Incluso la decadencia sexual, según se interpreta freudianamente la relación con mujeres jóvenes que sobreviven e incluso castran al hombre (Leocadia y Judith respectivamente). Los viejos comiendo sopa,  otros dos "viejos" en el cuadro de formato vertical homónimo, el avejentado Saturno... representan la figura masculina. Saturno es, además, el dios del tiempo y la encarnación del carácter melancólico, relacionado con la bilis negra, en lo que hoy llamaríamos depresión.
En la segunda planta Glendinning aprecia un contraste entre la risa y el llanto (la sátira y la tragedia) y entre los elementos de la tierra y el aire. Para la primera dicotomía Hombres leyendo, con su ambiente de seriedad, se opondría a Dos mujeres y un hombre; estos son los dos únicos cuadros oscuros de la sala y marcarían la pauta —el espectador los contemplaba al fondo de la estancia al acceder a ella— de las oposiciones de los demás. Así en las escenas mitológicas de Asmodea y Átropos se percibiría la tragedia, mientras que en otros, como la Peregrinación del Santo Oficio vislumbramos una escena satírica. En cuanto al segundo de los contrastes, hay figuras suspendidas en el aire en los dos cuadros antes mencionados y hundidas o asentadas en la tierra en el Duelo a garrotazos y en el Santo Oficio. Pero ninguna de estas hipótesis soluciona satisfactoriamente la búsqueda de una unidad en el conjunto de los temas de la obra analizada.

### Estilo

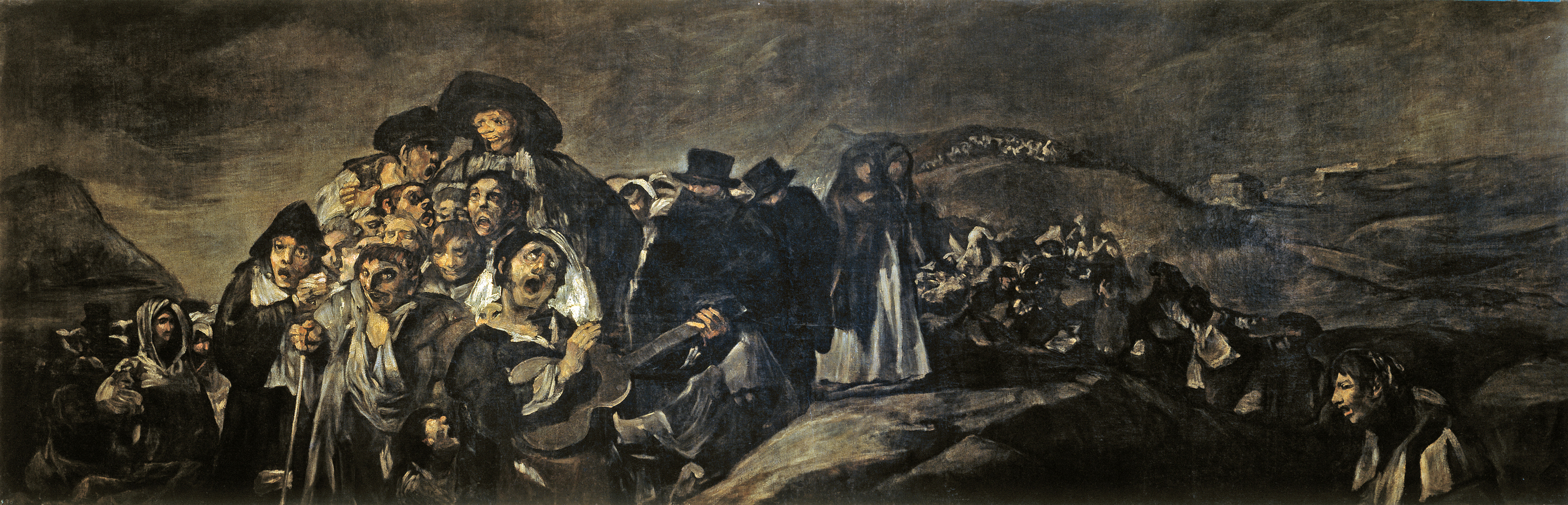
La romería de San Isidro muestra las constantes estilísticas más características de las Pinturas negras.

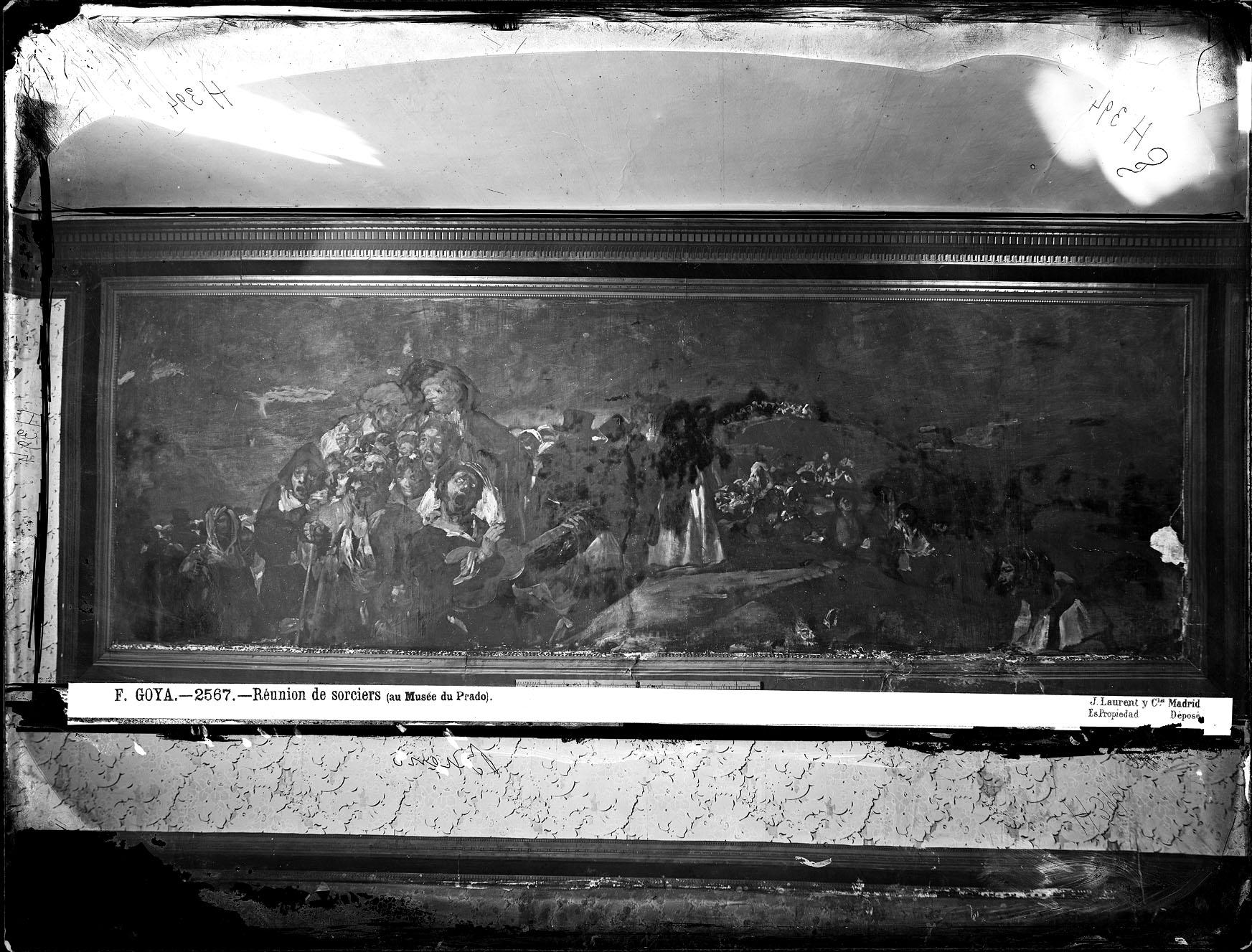
Pintura mural La romería de San Isidro en la Quinta de Goya, en el año 1874. Fotografía de J. Laurent, conservada en el Archivo Ruiz Vernacci. Entonces la pintura estaba completamente rodeada de papeles pintados, incluso en el techo. A la izquierda de la pintura vemos una esquina del salón, y no una ventana. Hay que ampliar la imagen. El rótulo indicando Museo del Prado fue añadido en el negativo hacia el año 1890, por los sucesores de Laurent.

En todo caso la única unidad constatable entre estos óleos son las constantes de estilo. La composición de estos cuadros es muy novedosa. Las figuras suelen aparecer descentradas, siendo un caso extremo Cabezas en un paisaje, donde cinco cabezas se arraciman en la esquina inferior derecha del cuadro, apareciendo como cortadas o a punto de salirse del encuadre. Tal desequilibrio es una muestra de la mayor modernidad compositiva. También están desplazadas las masas  de figuras de La romería de San Isidro —donde el grupo principal aparece a la izquierda—, La peregrinación del Santo Oficio —a la derecha en este caso—, e incluso en El Perro, donde el espacio vacío ocupa la mayor parte del formato vertical del cuadro, dejando una pequeña parte abajo para el talud y la cabeza semihundida. Desplazadas en un lado de la composición están también Las Parcas, Asmodea, e incluso originalmente, El Aquelarre, aunque tal desequilibrio se perdió tras su recorte después del año 1875, pues esa pintura se arrancó completa.
Muchas de las escenas de las Pinturas negras son nocturnas, muestran la ausencia de la luz, el día que muere. Se aprecia en La romería de San Isidro, en el Aquelarre, en la Peregrinación del Santo Oficio (una tarde ya vencida hacia el ocaso), y se destaca el negro como fondo en relación con esta muerte de la luz. Todo ello genera una sensación de pesimismo, de visión tremenda, de enigma y espacio irreal.
Las facciones de los personajes presentan actitudes reflexivas o extáticas. A este segundo estado responden las figuras con los ojos muy abiertos, con la pupila rodeada de blanco, y las fauces abiertas en rostros caricaturizados, animales, grotescos. Contemplamos el tracto digestivo, algo repudiado por las normas académicas. Se muestra lo feo, lo terrible; ya no es la belleza el objeto del arte, sino el pathos y una cierta consciencia de mostrar todos los aspectos de la vida humana sin descartar los más desagradables. No en vano Bozal habla de una capilla sixtina laica donde la salvación y la belleza han sido sustituidas por la lucidez y la conciencia de la soledad, la vejez y la muerte.
Como en todas las Pinturas negras, la gama cromática se reduce a ocres, dorados, tierras, grises y negros; con solo algún blanco restallante en ropas para dar contraste y azul en los cielos y en algunas pinceladas sueltas de paisaje, donde concurre también algún verde, siempre con escasa presencia.
Todos estos rasgos son un exponente de las características que el siglo XX ha considerado como precursoras del expresionismo pictórico. Y ello porque la obra de Goya tiene sentido sobre todo en la apreciación que han hecho sus críticos hasta la actualidad y en la influencia que la misma ha tenido en la pintura moderna. Puede decirse que en esta serie Goya llegó más lejos que nunca en su concepción revolucionaria y novedosa del arte pictórico.